# Чипровска планина
Чипровска планина е планина в северозападна България, области Видин и Монтана и Източна Сърбия, най-високият дял на Западна Стара планина.

## Географско положение, граници, големина
Чипровска планина се издига в западната част на Стара планина и е разположена в България и Сърбия, като по билото ѝ от югоизток на северозапад преминава част от държавната граница между двете страни, от погранична пирамида № 315 (седловината Суровичница, 1356 м) до пирамида № 341 (Светиниколски проход, 1386 м). Тези две седловини я свързват съответно с Берковска планина на югоизток и Светиниколска планина на северозапад, а долините на реките Дългоделска Огоста (десен приток на Огоста) и Чупренска река (десен приток на Стакевска река, от басейна на Лом) я отделят от същите планини. На северозапад чрез продълговатото синклинално понижение между селата Чупрене и Долни Лом се свързва с планинския рид Ведерник (част от Западния Предбалкан). На североизток долините на реките Огоста и Лом я отделят от Язова планина, а чрез седловина в рида Дебели рид, висока 1383 м се свързва със същата планина. На югозапад в Република Сърбия склоновете ѝ постепенно се понижават и достигат долините на реките Височица (десен приток на Нишава) и Търговишки Тимок (дясна съставяща на Бели Тимок).
Дължината ѝ от северозапад на югоизток е около 35 км, а ширината ѝ варира от 15 до 30 км, като по-голямата ѝ част се намира на сръбска територия. Билото на планината се издига над 2000 м, като над него стърчат върховете Миджур (2168 м), разположен в централната ѝ част, който е и най-висока точка на цялата Западна Стара планина, Копрен (1964 м), Мартинова чука (2016 м) и др.

### Върхове
| Име              | Кота (m) | Държава         |
| ---------------- | -------- | --------------- |
| Миджур           | 2168     | Сърбия България |
| Оба              | 2033     | България        |
| Мартинова чука   | 2016     | България        |
| Голема чука      | 1967,2   | България        |
| Реплянска църква | 1969,1   | България        |
| Копрен           | 1964,4   | Сърбия България |
| Кота             | 1964     | Сърбия          |
| Браткова страна  | 1943,2   | Сърбия          |
| Вража глава      | 1935,7   | България        |
| Кота             | 1906,9   | България        |
| Жаркова чука     | 1848     | Сърбия          |
| Кота             | 1774     | Сърбия          |
| Бабин зъб        | 1756,9   | Сърбия          |
| Кота             | 1708,9   | България        |

## Геоложки строеж
Планината е образувана върху Берковската антиклинала и е изградена от палеозойски кристалинни скали и гранити, кредни варовици, мергели и комгломерати. На тази база в района на град Чипровци и село Мартиново има находища на мрамор и полиметални руди от пирит, магнетит, сидерит, халкопирит и галенит, които се експлоатират.

## Климат и води
Климатът е умерено-континентален със сравнително студена зима и прохладно лято. Североизточният ѝ склон, който е на българска територия, е разчленен от извиращите от нея реки Лом, Чупренска река (десен приток на Стакевска река, от басейна на Лом) и Огоста и техните притоци, а югозападният ѝ – в Сърбия – от река Търговишки Тимок (дясна съставяща на Бели Тимок) и няколко десни притока на река Височица (десен приток на Нишава).

## Почви
Почвите са кафяви горски и сиви горски.

## Флора
Билото е заето от високопланинска тревна растителност и нискорастящи храстови видове. Склоновете над 700 – 800 м н.в. са обрасли с плътни горски масиви от бук, а над тях има смърчови гори примесени на места с бяла мура и бял бор. В нископланинските пояси има дъбово-габърови гори, на места силно променени от антропогенната дейност. В най-ниските части големи площи са заети от обработваеми земи.

## Фауна
Има разнообразен животински свят:
- земноводни – дъждовник, гръцка дългокрака жаба, голяма крастава жаба.
- влечуги – жълтоуха водна змия, усойница, медянка.
- бозайници – лисица, вълк, белка, златка, норка, дива котка, катерица.
- птици – регистрирани са 68 вида, глухар, черен лешояд, бухал, скален орел, кълвач, дрозд, ястреб, керкенез, чучулига, пъдпъдък, орехче и други.

„Чупрене“ е единственият български резерват, постоянно обитаван от вълци.

## Защитени територии
- Резерват „Чупрене“
- Копрен – Равно буче – Калиманица – Деяница
- Ускето

## Населени места
На българска територия по склоновете на планината са разположени град Чипровци и селата Чупрене, Репляна, Горни Лом, Мартиново, Железна, Равна, Горна Ковачица, Георги Дамяново, Помеждин, Еловица, Главановци, Копиловци, Говежда, Дива Слатина и Дълги дел, а на сръбска – Гостуша, Топли дол, Засковче, Църни връх, Чущица и др.
Планината е трудно проходима и само по северозападното ѝ подножие, от село Чупрене до Светиниколския проход, на протежение от 11,2 км преминава участък от третокласен път № 114 Лом – Ружинци – Светиниколския проход (Пътят нагоре от село Чупрене е без трайна настилка).

## Туризъм

### Хижи
В Чипровската планина се намират следните хижи:
| Име          | Надморска Височина (m) | Действаща | Места | Ток | Вода |
| ------------ | ---------------------- | --------- | ----- | --- | ---- |
| „Копрен“     | 975                    | Да        | 30    | Да  | Да   |
| „Миджур“     | 835                    |           |       |     |      |
| „Горски рай“ | 1340                   |           |       |     |      |

## Топографска карта
- Лист от карта K-34-22. Мащаб: 1 : 100 000.
- Лист от карта K-34-34. Мащаб: 1 : 100 000.